# Louis Auguste Carrier
Pour les articles homonymes, voir Carrier.
Louis Auguste Carrier (24 mai 1858-10 mars 1928) est un grossiste et homme politique fédéral du Québec.

## Biographie
Né à Lévis dans le Canada-Est, M. Carrier étudia au Collège de Lévis, à l'école secondaire de Québec et au Collège de Poughkeepsie dans l'État de New York. En 1883, il devient directeur du Chemin de fer Québec Central. 
Élu député du Parti libéral du Canada dans la circonscription fédérale de Lévis lors d'une élection partielle déclenchée après le décès du député sortant Louis Julien Demers en 1905, il sera réélu en 1908. Il ne se représente pas en 1911.